# Olga Menchik
Olga Menchik est une joueuse d'échecs née le 16 février 1908 à Moscou et morte le 27 juin 1944 à Londres. Elle est la sœur de la championne du monde d'échecs Vera Menchik.

## Biographie et carrière
Olga Menchik naît à Moscou d'un père tchèque et d'une mère anglaise. Sa famille s'installa en Angleterre à quinze ans avec sa famille (en 1921).
À partir de 1927, la Fédération internationale des échecs organisa en marge des Olympiades d'échecs (il n'y a pas encore d'Olympiades réservées aux femmes) un tournoi individuel féminin, considéré comme un véritable championnat du monde d'échecs féminin.
En 1935, Olga Menchik finit quatrième du championnat du monde féminin disputé à Varsovie. avec 5,5 points sur 9 (championnat du monde remporté par sa sœur Vera Menchik).
En août 1937, elle marqua 6,5 points sur 14 au championnat du monde féminin de Stockholm, un tournoi disputé suivant le système suisse en 14 rondes et finit à la dix-septième place ex æquo sur les 26 participantes.
En 1944, la Grande-Bretagne approchait de sa sixième année de la Seconde Guerre mondiale, Olga Menchik sa sœur vera, et leur mère sont tuées dans un bombardement par une bombe volante V-1 qui détruit leur maison au 47 Gauden Road dans la région de Clapham du sud de Londres. Elles sont incinérées au crématorium du Streatham Park le 4 juillet 1944.